# Oryzias hubbsi
Oryzias hubbsi är en fiskart som beskrevs av Roberts, 1998. Oryzias hubbsi ingår i släktet Oryzias och familjen Adrianichthyidae. Inga underarter finns listade i Catalogue of Life.